# 一関市立花泉小学校
一関市立花泉小学校（いちのせきしりつ はないずみしょうがっこう）は、岩手県一関市花泉町にある公立小学校。略称は花小（はなしょう）。
2022年度をもって当校への統合により閉校した、旧一関市立花泉小学校についても記載。

## 概要
2023年、花泉地域の小学校統合整備計画により地域内の全6校（花泉・永井・老松・涌津・油島・金沢）を統合して誕生した、花泉地域唯一の小学校である。当初の計画では日形小学校も統合する予定だったが、複式学級が常態化していたことから老松小学校へ先行統合している。旧花泉小学校と同じ校名を冠しているのは、児童や住民に対して行った校名募集アンケートで最多票を獲得したのが由来である。

## 沿革

### 旧・花泉小学校
- 1873年（明治6年）
  - 7月15日 - 清水村の宝泉寺内に清水小学校[注 1]が開校[5][6]。
  - 8月 - 中村の天満社内に中村小学校が開校[5][6]。
  - 12月 - 奈良坂村の高田地内に奈良坂小学校が開校[5][6]。
- 1884年（明治17年） - 清水小学校が「清水尋常小学校」に改称[7]。
- 1887年（明治20年） - 中村小学校を統合[7]。
- 1892年（明治25年） - 「花泉尋常小学校」に改称[7]。
- 1895年（明治28年） - 「花泉尋常高等小学校」に改称[7]。
- 1908年（明治41年） - 奈良坂小学校を統合し、奈良坂分教所に移行[7]。
- 1933年（昭和8年） - 奈良坂分教所を統合（廃止）。校歌（作詞：佐々木兵四郎、作曲：奉所辨次郎）と校章を制定[注 2][7][8]。
- 1941年（昭和16年） - 国民学校令施行に伴い、「花泉国民学校」に改称[注 3]。
- 1947年（昭和22年）4月 - 学校教育法施行に伴い、「花泉村立花泉小学校」に改称[注 4][7]。
- 1950年（昭和25年）5月 - 奈良坂分校を開設[注 5][7]。
- 1955年（昭和30年）1月1日 - 村合併に伴い、「花泉町立花泉小学校」に改称[注 6][7]。
- 1959年（昭和34年）2月 - 新校舎を落成[10]。
- 1966年（昭和41年）2月 - 体育館を落成[10]。
- 1968年（昭和43年）4月 - 奈良坂分校を統合（廃止）[7][11]。
- 1971年（昭和46年）9月 - 郷土芸能「鶏舞」の伝承活動を開始[7]。
- 1975年（昭和50年）7月 - プールを落成[10]。
- 1989年（平成元年）
  - 7月31日 - 新校舎を落成[7][12]。
  - 8月10日 - 学校機能を新校舎へ移転[7]。
- 1991年（平成3年）
  - 3月 - 国旗掲揚塔を設置[7]。
  - 6月 - 優良施設として一般社団法人文部施設協会より受賞「文部大臣奨励賞」[7][12]。
- 2005年（平成17年）9月20日 - 市町村合併に伴い、「一関市立花泉小学校」に改称[7]。
- 2011年（平成23年）3月11日 - 東北地方太平洋沖地震により各所が被災[13]。
- 2015年（平成27年）
  - 6月 - 全国小学生陸上競技交流大会岩手県大会の男子ソフトボール投げで優勝。大会新記録を樹立[7]。
  - 8月 - 全国小学生陸上競技交流大会の男子ソフトボール投げで3位に入賞。大会新記録を樹立[7]。
- 2023年（令和5年）
  - 3月19日 - 閉校式を挙行[14]。
  - 3月31日 - 花泉地域の全小学校統合に伴い、閉校[3][6]。

### 新・花泉小学校
- 2021年（令和3年）12月 - 校舎・体育館を着工[15]。
- 2022年（令和4年）11月 - 校歌と校章が決定[16]。
- 2023年（令和5年）
  - 2月 - 校舎・体育館を落成[15]。
  - 4月1日 - 新制の一関市立花泉小学校として開校。
  - 4月6日 - 開始式を挙行[3]。放課後児童クラブ「花泉児童クラブ」を併設[17]。
  - 7月22日 - 開校・落成式を挙行[18]。

## 旧・花泉小学校
教育目標
- 考える子
- 助け合う子
- 元気な子

出典：
施設概要
主な施設を掲載。
- 校舎（3,646 m2[20]） - 1989年竣工の鉄筋コンクリート造2階建て[7][21]。岡設計事務所（現：関・空間設計）が設計した[21]。
- 体育館（1,092 m2） - 鉄骨造平屋建て。岡設計事務所（現：関・空間設計）が設計した[21]。
- プール
- 校庭（7,186 m2[20]）

校舎と体育館は、1991年6月に平成3年度公立学校優良施設として文部大臣奨励賞を受賞している。

## 施設概要
主な施設を掲載。
- 校舎（6,237 m2[1]） - 2023年竣工の鉄筋コンクリート造2階建て[15]。教育施設研究所が設計し、佐々木組が施工した[2][22]。
- 体育館（1,245 m2[1]） - 2023年竣工の鉄骨一部鉄筋コンクリート造平屋建て[15]。教育施設研究所が設計し、佐々木組が施工した[2][22][23]。
- プール - 低学年用と中高学年用を備えている。中高学年用は縦25m・横16mに対し、低学年用は縦8m・横12.5mと小さいのに加え、水深が70cmと浅くなっている。三ツ矢建設工業が施工した[23]。
- 校庭（11,450 m2[1]）
- 花泉児童クラブ（放課後児童クラブ） - 体育館に併設[17]

## 児童・学級数

### 当校の児童・学級数
1922年度以降の児童数と学級数の推移。2022年度以前は旧花泉小学校の数値。
2024年度の児童数は472人で、市内の小学校では一関小学校（600人）に次いで2番目に多い。そのうち新入生は69人で、同様に市内2番目に多い。
| 年度                                                  | 児童数                        | 増減                          | 学級数                        | 増減                          | 出典                          | 備考                          |
| 花泉小学校（1873年 - 2023年）                         | 花泉小学校（1873年 - 2023年） | 花泉小学校（1873年 - 2023年） | 花泉小学校（1873年 - 2023年） | 花泉小学校（1873年 - 2023年） | 花泉小学校（1873年 - 2023年） | 花泉小学校（1873年 - 2023年） |
| ----------------------------------------------------- | ----------------------------- | ----------------------------- | ----------------------------- | ----------------------------- | ----------------------------- | ----------------------------- |
| 1922（大正11）年度                                    | 385                           |                               | 不明                          | 不明                          | [ 25 ]                        | 高等科含む                    |
| 1931（昭和6）年度                                     | 493                           | 108                           | 10                            |                               | [ 26 ]                        | 高等科含む                    |
| 1937（昭和12）年度                                    | 506                           | 13                            | 12                            | 2                             | [ 27 ]                        | 高等科含む                    |
| 1938（昭和13）年度                                    | 521                           | 15                            | 12                            | 0                             | [ 28 ]                        | 高等科含む                    |
| 1939（昭和14）年度                                    | 534                           | 13                            | 13                            | 1                             | [ 29 ]                        | 高等科含む                    |
| 1940（昭和15）年度                                    | 536                           | 2                             | 13                            | 0                             | [ 30 ]                        | 高等科含む                    |
| 1948（昭和23）年度                                    | 559                           | 23                            | 12                            | 1                             | [ 31 ]                        |                               |
| 1949（昭和24）年度                                    | 535                           | －24                          | 12                            | 0                             | [ 32 ]                        |                               |
| 1950（昭和25）年度                                    | 528                           | －7                           | 12                            | 0                             | [ 33 ]                        | 奈良坂分校開設                |
| 1951（昭和26）年度                                    | 511                           | －17                          | 13                            | 1                             | [ 34 ]                        | 奈良坂分校含む                |
| 1952（昭和27）年度                                    | 493                           | －18                          | 13                            | 0                             | [ 35 ]                        | 奈良坂分校含む                |
| 1953（昭和28）年度                                    | 500                           | 7                             | 12                            | －1                           | [ 36 ]                        | 奈良坂分校含む                |
| 1954（昭和29）年度                                    | 515                           | 15                            | 14                            | 2                             | [ 37 ]                        | 奈良坂分校含む                |
| 2000（平成12）年度                                    | 209                           | －306                         | 7                             | －7                           | [ 38 ]                        |                               |
| 2001（平成13）年度                                    | 197                           | －12                          | 6                             | －1                           | [ 39 ]                        |                               |
| 2002（平成14）年度                                    | 192                           | －5                           | 6                             | 0                             | [ 40 ]                        |                               |
| 2003（平成15）年度                                    | 187                           | －5                           | 6                             | 0                             | [ 41 ]                        |                               |
| 2004（平成16）年度                                    | 186                           | －1                           | 6                             | 0                             | [ 42 ]                        |                               |
| 2005（平成17）年度                                    | 193（1）                      | 7                             | 7（1）                        | 1                             | [ 43 ]                        | 特殊学級設置                  |
| 2006（平成18）年度                                    | 180（3）                      | －13                          | 8（2）                        | 1                             | [ 44 ]                        |                               |
| 2007（平成19）年度                                    | 197（5）                      | 17                            | 9（2）                        | 1                             | [ 45 ]                        |                               |
| 2008（平成20）年度                                    | 185（5）                      | －12                          | 9（2）                        | 0                             | [ 46 ]                        |                               |
| 2009（平成21）年度                                    | 181（5）                      | －4                           | 8（2）                        | －1                           | [ 47 ]                        |                               |
| 2010（平成22）年度                                    | 176（6）                      | －5                           | 8（2）                        | 0                             | [ 48 ]                        |                               |
| 2011（平成23）年度                                    | 160（5）                      | －16                          | 8（2）                        | 0                             | [ 49 ]                        |                               |
| 2012（平成24）年度                                    | 156（5）                      | －4                           | 8（2）                        | 0                             | [ 50 ]                        |                               |
| 2013（平成25）年度                                    | 146（4）                      | －10                          | 8（2）                        | 0                             | [ 50 ]                        |                               |
| 2014（平成26）年度                                    | 150（4）                      | 4                             | 8（2）                        | 0                             | [ 50 ]                        |                               |
| 2015（平成27）年度                                    | 146（3）                      | －4                           | 7（1）                        | －1                           | [ 50 ]                        |                               |
| 2016（平成28）年度                                    | 145（3）                      | －1                           | 7（1）                        | 0                             | [ 50 ]                        |                               |
| 2017（平成29）年度                                    | 144（4）                      | －1                           | 8（2）                        | 1                             | [ 50 ]                        |                               |
| 2018（平成30）年度                                    | 147（4）                      | 3                             | 8（2）                        | 0                             | [ 50 ]                        |                               |
| 2019（令和元）年度                                    | 133（4）                      | －14                          | 7（1）                        | －1                           | [ 50 ]                        |                               |
| 2020（令和2）年度                                     | 128（6）                      | －5                           | 9（3）                        | 2                             | [ 50 ]                        |                               |
| 2021（令和3）年度                                     | 127（7）                      | －1                           | 10（4）                       | 1                             | [ 50 ]                        |                               |
| 2022（令和4）年度                                     | 129（8）                      | 2                             | 10（4）                       | 0                             | [ 50 ]                        | 閉校                          |
| 新 花泉小学校（2023年 - ）                            |                               |                               |                               |                               |                               |                               |
| 2023（令和5）年度                                     | 490（25）                     |                               | 23（6）                       |                               | [ 51 ]                        | 開校                          |
| 2024（令和6）年度                                     | 472                           | －18                          | 不明                          | 不明                          | [ 24 ]                        |                               |
| ※児童数・学級数内の括弧は特別支援児童・学級数（内数） |                               |                               |                               |                               |                               |                               |

### 統合直前（2022年度）の各校の児童・学級数
| 学校名                                                | 児童数    | 学級数   | 出典   |
| ----------------------------------------------------- | --------- | -------- | ------ |
| 花泉小学校                                            | 129（8）  | 10（4）  | [ 52 ] |
| 永井小学校                                            | 76（1）   | 7（1）   | [ 52 ] |
| 老松小学校                                            | 87（7）   | 8（2）   | [ 52 ] |
| 涌津小学校                                            | 115（5）  | 8（2）   | [ 52 ] |
| 油島小学校                                            | 32（2）   | 5（2）   | [ 52 ] |
| 金沢小学校                                            | 79（4）   | 8（2）   | [ 52 ] |
| 合計                                                  | 518（27） | 46（13） |        |
| ※児童数・学級数内の括弧は特別支援児童・学級数（内数） |           |          |        |

## 学区
- 一関市花泉町全域
  - 花泉
  - 涌津
  - 永井
  - 油島
  - 老松
  - 日形
  - 金沢

出典：

## 進学先の中学校
公立中学校の場合。
- 一関市立花泉中学校（花泉町涌津）[53]

## アクセス
花泉地域中心部の南、一関南消防署そばに位置している。

### 鉄道
- 花泉駅（JR東日本・東北本線）から車で約2分、徒歩で約13分

### バス
- 「下原」バス停（一関市営バス）から徒歩で約3分

### 自動車
- 国道342号と県道183号の交差点（花泉町老松字水沢）から県道183号経由で約2分
- 東北自動車道 - 若柳金成ICから約15分

## 周辺
- 一関市消防本部一関南消防署
- 一関警察署花泉交番
- 一関市立花泉図書館